# Гуадалупе Нетел
Гуадалупе Нетел (на испански: Guadalupe Nettel) е мексиканска редакторка, литературна критичка, преводачка и писателка на произведения в жанра социална драма и документалистика.

## Биография и творчество
Гуадалупе Нетел е родена на 27 май 1973 г. в град Мексико, Мексико. Прекарва част от детството си в :Мексико и Южна Франция. От ранна възраст страда от проблеми с очите поради вродено заболяване на едното ѝ око, включително нистагъм и катаракта, както и петно над една от роговиците му. Затова става жертва на тормоз от връстниците си, поради което намира убежище в книгите и писането. Преди да завърши средното си образование в лицея „Франко Мексикано“, на 17-годишна възраст получава наградата Punto de Partida, а на 18-годишна възраст печели второ място в конкурса за Международната голяма награда за най-добър кратък разказ на френски език за нефренскоговорещи страни, организиран през 1991 г. от Радио Франс Интернешънъл. Следва испанска филология във Факултета по философия и литература на Националния автономен университет на Мексико. Получава докторска степен по лингвистика от Висшата школа за социални науки в Париж.
Първата ѝ книга, сборникът с разкази „Измислени игри“, е издадена през 1993 г. Първият ѝ роман „Гостът“ е издаден през 2006 г. През 2011 г. е издаден полуавтобиографичният ѝ роман „Тялото, в което се родих“. Историята, изпълнена с хумор, но и с реализъм за детския свят, е за едно момиче с дефект на окото по рождение, чийто живот през седемдесетте години е повлиян не само от ограниченото ѝ виждане, но и от свободния брак на родителите ѝ, многократната смяна на училищата, движението „хипи“, сексуалната свобода и последствията от нея. Тя е различна от останалите и се идентифицира с хората, живеещи извън модата и социалните норми.
За произведенията си е удостоена с наградите „Хералде“ за роман, Международната награда за кратка проза „Рибера дел Дуеро“, „Хилберто Оуен“, „Ана Зегерс“, „Антонен Арто“, и други отличия. Творбите ѝ са преведени на повече от 20 езика по света.
През 2007 г. в рамките на „Богота: Световна столица на книгата на ЮНЕСКО за 2007 г.“ на форума Bogotá39 е избрана за един от 39 най-обещаващи латиноамерикански писатели на възраст под 39 години. От 2017 г. ръководи списанието на Университета на Мексико, най-старото списание за култура в Мексико. Редовен сътрудник е на испански и френскоезични списания, както и др. издания, включително „Гранта“, „Ел Паис“, „Ню Йорк Таймс“, Република и „Стампа“.
Гуадалупе Нетел живее в град Мексико.

## Произведения

### Самостоятелни романи
- El huésped (2006)[2][3]
- El cuerpo en que nací (2011)[1]
Тялото, в което се родих, изд. „Тонипрес - АЙ“ (2015), прев. Тамара Такова
- Después del invierno (2014) – награда „Хералде“
- La hija única (2020)

### Сборници
- Juegos de artificios (1993)[2]
- Les jours fossiles (2003)
- Pétalos y otras historias incómodas (2008)[1]
Венчелистчета и други неудобни истории, изд. „Тонипрес - АЙ“ (2015), прев. Тамара Такова
- El matrimonio de los peces rojos (2013) – Международна награда за кратка проза „Рибера дел Дуеро“
Брачната двойка червени рибки, изд.: ИК „Колибри“, София (2024), прев. Маня Костова
- Los divagantes (2023)

### Документалистика
- Para entender a Julio Cortázar (2008)[2]
- Octavio Paz. Las palabras en libertad (2014)